# 조하진
조하진(본명: 조경희, 1982년 6월 5일 ~ )는 대한민국의 배우이다.

## 학력
- 순천대학교 영어교육과

## 연기 활동

### 드라마
- 2009년 KBS2 월화드라마 《꽃보다 남자》
- 2009년 MBC 수목드라마 《돌아온 일지매》